# 英语在用
劍橋活用英語文法（英语：English Grammar in Use）是一套全方位的英语语法自学参考书和练习教材，由雷蒙德‧墨菲（Raymond Murphy）撰写，劍橋大學出版社出版。
其特色在于，内容均由英语构成，通常不会翻译成学习者的母语，分为三个不同难度初中高級，通过图画、表格、列举等方式进行讲解，學生必須具有一定程度的英文基础。
其中文版由商務印書館（香港）或外语教学与研究出版社出版。

## 版本
- 第一版：1985年
- 第二版：1994年
- 第三版：2004年
- 第四版：2012年
- 第五版：2019年

## 简介
该书被英语学习者广泛使用，特别是被非英语国家的学生作为练习和参考书使用，因其准确性和简洁性而获得了很大的读者认可。虽然书籍标题上有自学参考的字样，但出版商声称这本书也适合在课堂上的教学工作使用。
此书共有三个版本（附带答案版、无答案版、有答案及音檔的电子版）。此书分多个单元，每个单元（通常为左右相对两页）左侧为课程教学，右侧为相对应的练习题。此书的单元按照难易度、从简单主题到高级主题排序，作者也建议读者可以根据目录进入他们需要提升的课题。书末附有学习指南，包含一部分练习题，练习题与单元相关，读者可以根据练习题结果，回到相关单元继续进行学习。